# Simone Rappel
Simone Rappel (* 1967 in Regensburg) ist eine deutsche Theologin und Religionswissenschaftlerin. Sie ist außerdem interkulturelle Trainerin und Beraterin, spezialisiert auf die Verbesserung der Zusammenarbeit mit Indien.

## Leben
Sie studierte katholische Theologie und Religionswissenschaften an der Universität Regensburg, promovierte 1995 und habilitierte 2004 an der Albert-Ludwigs-Universität Freiburg, wo sie seit 2012 als außerplanmäßige Professorin für Moraltheologie lehrt. Sie war Leiterin der Bildungsabteilung bei missio. 2007 wurde sie bei IKUD in Göttingen zur interkulturellen Trainerin zertifiziert und machte sich 2008 mit ihrer Firma selbstständig. Seitdem unterstützt sie Unternehmen aus dem deutschsprachigen Raum, interkulturelle Kompetenz für Indien aufzubauen, um geschäftlich in Indien erfolgreich zu sein und besser mit indischen Kolleginnen und Kollegen zusammenzuarbeiten. Dabei ist sie Beraterin, Trainerin und Sparringspartnerin für Fach- und Führungskräfte, die in ganz unterschiedlichen Kontexten verschiedenste Herausforderungen in Indien zu bewältigen haben. Neben interkultureller Kompetenz sind die Entwicklung einer guten bi- bzw. multikulturellen Teamkultur und eine kultursensible Form von Leadership Schwerpunktthemen, die sie begleitet. Darüber hinaus unterstützt sie Unternehmen bei der Integration indischer Fachkräfte. Sie ist Blog-Autorin von Businessculture Indien.

## Schriften (Auswahl)
- "Macht euch die Erde untertan". Die ökologische Krise als Folge des Christentums? (= Abhandlungen zur Sozialethik. Band 39). Schöningh, Paderborn/München/Wien/Zürich 1996, ISBN 3-506-70239-4 (zugleich Dissertation, Freiburg im Breisgau 1995).
- Die Religion vor der Herausforderung des Bevölkerungswachstums. Anregung zum ethischen Diskurs (= Abhandlungen zur Sozialethik. Band 44). Schöningh, Paderborn/München/Wien/Zürich 2000, ISBN 3-506-70244-0 (zugleich Magisterarbeit, Regensburg 1998).
- als Herausgeber mit André Gerth: Global message – Weltmission heute (= Missio pockets. Band 7). Don Bosco, München 2005, ISBN 3-7698-1562-9.
- als Herausgeber mit André Gerth: Christlich-islamische Partnerschaft für Gerechtigkeit und Frieden. Impulse aus Afrika, Asien und Nahost (= Missio pockets. Band 8). Don Bosco, München 2006, ISBN 3-7698-1563-7.
- Gemeinsame Weltverantwortung und globales Ethos. Christentum – Hinduismus – Konfuzianismus – Daoismus. Schöningh, Paderborn/München/Wien/Zürich 2007, ISBN 3-506-76342-3 (zugleich Habilitationsschrift, Freiburg im Breisgau 2004).
- Geschäftskultur Indien kompakt. GKIND0 – Updates, News und aktuelle Informationen zur Geschäftskultur Indiens  (= Geschäftskultur kompakt). Conbook-Verlag, Meerbusch 2012, ISBN 978-3-943176-21-6.